# Aken (Elba)
Aken település Németországban, azon belül Szász-Anhalt tartományban. Lakosainak száma 7225 fő (2023. december 31.).

## Népesség
A település népességének változása:
| Lakosok száma | 8044 | 7687 | 7567 | 7363 | 7304 | 7225 |
|               | 2012 | 2017 | 2019 | 2021 | 2022 | 2023 |